# Normal (álbum de Lulu Santos)
| Críticas profissionais | Críticas profissionais |
| Avaliações da crítica  | Avaliações da crítica  |
| Fonte                  | Avaliação              |
| ---------------------- | ---------------------- |
| Jornal do Brasil       | Favorável              |

Normal é o quarto álbum de estúdio do cantor carioca Lulu Santos, lançado em 1985.
É o quarto e último lançamento do cantor pela gravadora WEA, já que o álbum seguinte é lançado pela gravadora RCA. Também o primeiro produzido por ele mesmo, dessa vez Lulu cuida de quase tudo sozinho, tanto na produção quanto na sonorização, mesmo tendo participações de instrumentistas como Liminha e Artur Maia. Lulu Santos além de produzir o álbum experimenta mais do que sua guitarra e toca uma bateria eletrônica, assumindo a percussão do álbum, isso explica a temática pouco instrumental e mais eletrônica. 
Destaca-se aqui as faixas "Sincero" e "De Repente" de Lulu Santos e Nelson Motta e outra também de Lulu Santos e Nelson Motta, "Atualmente".

## Faixas
Todas as canções escritas por Lulu Santos, exceto onde indicado
| N.º | Título                   | Compositor(es)            | Duração |  |
| 1.  | "Sincero"                |                           | 04:30   |  |
| 2.  | "Cara Normal"            |                           | 04:34   |  |
| 3.  | "Vida Incomum"           |                           | 03:22   |  |
| 4.  | "Brigas (Meu Benzinho)"  |                           | 03:50   |  |
| 5.  | "Replay"                 |                           | 03:51   |  |
| 6.  | "De Repente"             | Lulu Santos, Nelson Motta | 03:15   |  |
| 7.  | "Um Dia Na Vida"         |                           | 03:25   |  |
| 8.  | "Atualmente"             | Lulu Santos, Nelson Motta | 04:26   |  |
| 9.  | "NY Popoya Y Papa"       |                           | 03:21   |  |
| 10. | "Cara Legal"             |                           | 03:14   |  |
| 11. | "Ahn-Han (instrumental)" |                           | 03:35   |  |

## Banda[5]
- Chacal: Talking Drum, Xequerê, Guiro e Conga
- Serginho Herval: Bateria
- Nico Rezende: Teclados
- Léo Gandelman: Sax Alto, Tenor, Barítono e Flauta Sopranino
- Lulu Santos: Guitarras, Violão, Baixo, Vocais, Ritmo Digital e Teclados em "Brigas (meu benzinho)

Participações especiais
- Arthur Maia e Cláudio Infante: Baixo sem Traste e Simmons respectivamente em "Um Dia na Vida"
- Mário Manga: Cello e Invocações em Atualmente"

Lulu Santos usou neste disco o seguinte equipamento
- Guitarras: Scheckter Tele, Scheckter Strat, Fender Squier Stratocaster, Fender XII, Gibson Les Paul e Violão Ovation
- Baixos: Hofner, Modulus Graphite em "Atualmente"
- Efeitos: Delta Lab Effectron III, Super Time Line, Jim Dunlop Wah, Roland Swell, 701 GT Nady Wireless System, Rockman X-100
- Amplificadores: Marshall JCM800

- Equipamento atendido por Klebs Cavalcanti
- Assistência e Contato: Arthur Bello